# Недільський Роман Богданович
Роман Богданович Недільський (15 листопада 1982, Копичинці, Тернопільська область) — український дипломат. Генеральний консул України в Стамбулі (з 2021). Представник України при Організації Чорноморського Економічного Співробітництва за сумісництвом (з 2022).

## Життєпис
Народився 15 листопада 1982 року в місті Копичинці на Тернопільщині. У 2004 році закінчив Львівський національний університет ім. Івана Франка за спеціальністю «Міжнародне право», міжнародник-юрист, перекладач
07.2005–06.2006 — спеціаліст другої категорії візового сектору в аеропорту «Бориспіль» Департаменту консульської служби МЗС України
06.2006-02.2007 — спеціаліст другої категорії відділу консульського забезпечення захисту інтересів фізичних та юридичних осіб Департаменту консульської служби МЗС України
02.2007-08.2007 — аташе відділу консульського забезпечення захисту інтересів фізичних та юридичних осіб Департаменту консульської служби МЗС України
08.2007-09.2011 — віце-консул Генерального консульства України у Сан-Франциско
11.2011-01.2013 — другий секретар відділу ведення та адміністрування державного реєстру виборців Департаменту консульської служби МЗС України
01.2013-08.2013 — перший секретар відділу паспортної роботи Департаменту консульської служби МЗС України
08.2013-02.2014 — заступник начальника відділу паспортної роботи Департаменту консульської служби МЗС України
02.2014-03.2015 — заступник начальника візового відділу Управління консульського обслуговування Департаменту консульської служби МЗС України
03.2015-11.2016 — начальник відділу паспортної роботи Управління консульського обслуговування Департаменту консульської служби МЗС України
11.2016-05.2017 — начальник Управління консульського обслуговування Департаменту консульської служби МЗС України
05.2017-09.2017 — заступник директора Департаменту — начальник Управління консульського обслуговування Департаменту консульської служби МЗС України
09.2017-11.2021 — заступник директора Департаменту консульської служби Міністерства закордонних справ України
З листопада 2021 року — Генеральний консул України в Стамбулі.
З 08 лютого 2022 року — Представник України при Організації Чорноморського Економічного Співробітництва за сумісництвом.
Одружений. Виховує двох синів.

## Дипломатичний ранг
- Надзвичайний і Повноважний Посланник другого класу (2020)[5].
- Надзвичайний і Повноважний Посланник першого класу (2024)[6]